# وین‌اسکات (نیویورک)
وین‌اسکات (به انگلیسی: Wainscott) یک منطقهٔ مسکونی در ایالات متحده آمریکا است که در شهرستان سافک، نیویورک واقع شده‌است. وین‌اسکات ۱۸٫۷ کیلومتر مربع مساحت و ۶۵۰ نفر جمعیت دارد و ۷ متر بالاتر از سطح دریا واقع شده‌است.